# Stizocera ichilo
Stizocera ichilo är en skalbaggsart som beskrevs av Steven W. Lingafelter 2004. Stizocera ichilo ingår i släktet Stizocera och familjen långhorningar. Inga underarter finns listade i Catalogue of Life.